# Pirates du XXe siècle
Pour plus de détails, voir Fiche technique et Distribution.
Pirates du XXe siècle (en russe : Пираты XX века, Piraty XX veka) est un film d'action réalisé par Boris Dourov d'après le scénario coécrit avec Stanislav Govoroukhine en 1979. Les scènes de combat de karaté y sont présentes pour la première fois de l'histoire du cinéma soviétique. Produit par les studios Gorki Film, le film détient avec 87,6 millions de spectateurs la 2e place du box-office soviétique.

## Synopsis
Un cargo sec soviétique qui transporte une importante cargaison d'opium pour l'industrie pharmaceutique se fait attaquer par des pirates. Une lutte intense s'engage entre les marins et les pillards.

## Fiche technique
- Titre du film : Pirates du XXe siècle
- Titre original : Пираты XX века, Piraty XX veka
- Production : Gorki Film
- Réalisation : Boris Dourov
- Scénario : Stanislav Govoroukhine, Boris Dourov
- Photographie : Alexandre Rybine (ru)
- Directeur artistique : Boris Komiakov
- Assistant réalisateur : Vladimir Zlatooustovski (ru)
- Montage : Rimma Tseguelnitskaïa
- Compositeur : Evgueni Gevorguian (ru)
- Son : Vladimir Kaplan
- Musique : Orchestre symphonique d'État de l'URSS pour l'art cinématographique
- Chef d'orchestre : Martin Nersessian (ru)
- Format : 35 mm - couleur
- Genre : film d'action
- Durée : 86 minutes
- Pays d'origine :  Union soviétique
- Date de sortie : 14 juillet 1980

## Distribution
- Nikolaï Yeriomenko : Sergueï Sergueïevitch, mécanicien
- Piotr Veliaminov : Ivan Ilytch, capitaine du transporteur Nejyne
- Talgat Nigmatulin : Salekh
- Reino Aren (ru) : capitaine de pirates (voix: Vladimir Sochalski (ru))
- Dilorom Kambarova (ru) : Maa, une indigène
- Natalia Khorokhorina (ru) : Macha, cuisinière
- Maija Eglīte (lv) : Aïna, bibliothécaire
- Tadeusz Kassianov (ru) : Matveïtch, bosseman
- Pavel Remezov (ru) : médecin de bord
- Viktor Gordeïev (ru) : Youra Mikocha
- Gueorgui Martirossian (ru) : Gueorgui Kliouyev
- Leonid Troutnev (ru) : radiotéléphoniste
- Alexandre Bespaly (ru) : premier officier du pont
- Vladimir Smirnov (ru) : commissaire
- Nartaï Begaline : pirate à la mitraillette
- Igor Klass (ru) : Kurt Winner, pirate
- Vladimir Episkopossian (ru) : pirate barbu
- Igor Kachintsev (ru) : homme d'affaires étranger
- Vladimir Jarikov (ru) : cuisinier de bateau